# Bezirke Israels
Israel zählt sechs Bezirke und 15 Unterbezirke, die insgesamt in fünfzig natürliche Regionen aufgeteilt werden. Die Bezirke sind keine höheren Kommunalverbände der Gebietskörperschaften kommunaler Selbstverwaltung (in Israel sind dies Gemeinden, Regionalverbände und Städte) im jeweiligen Bezirksgebiet, sondern Aufsichtsbehörden der zentralen Regierung Israels. Entsprechend sind Bezirksleitungen keine Wahlämter, sondern das Innenministerium setzt die leitenden Beamten der Bezirke, den Memunneh / die Memunnah (hebräisch מְמֻנֶּה Məmunneh, deutsch ‚Eingesetzter‘ [Beamter/Vertreter]) als Geschäftsträger ein. 
Die Gliederung der Bezirke widerspiegelt im Wesentlichen die Distrikte im Mandatsgebiet Palästina soweit sie nach dem Krieg um Israels Unabhängigkeit (1948/1949) zum israelischen Territorium gehörten. Im Jahre 1953 trug die Regierung Israels den geänderten Ost- und Südwestgrenzen (Grüne Linie) wie gewandelten Bevölkerungschwerpunkten Rechnung, indem sie die territorialen Zuschnitte anpasste und einige neue Unterbezirke gründete. 

## Bezirke und Unterbezirke in den Landessprachen
In den beiden Landessprachen Israels lauten die Bezeichnungen für Bezirke auf hebräisch מְחוֹזוֹת məchōzōt (Sg. מָחוֹז machōz, status constructus מְחוֹז məchōz) und נָפוֹת nafōt für Unterbezirke (Sg. נָפָה nafah, stat. constr. נְפַת nəfat). Die entsprechenden arabischen Begriffe lauten 
مَنَاطِقُ, DMG manaṭiq für Bezirke (Sg. مِنْطَقَة, DMG minṭaqa, stat. constr. مِنْطَقَةُ, DMG minṭaqat) und أَقْضِيَةٌ, DMG aqḍiya für Unterbezirke (Sg./stat. constr. قَضَاءُ, DMG qaḍāʾ).

## Bezirk Haifa
- Name des Bezirks: Haifa (hebräisch מְחוֹז חֵיפָה Məchōz Chejfah).
- Bezirkshauptstadt: Haifa
- Unterbezirke:
  - Haifa
  - Chadera

## Bezirk Jerusalem
- Name des Bezirks: Jerusalem (hebräisch מְחוֹז יְרוּשָׁלַיִם Məchōz Jerūschalajim).
- Bezirkshauptstadt: Jerusalem
- Unterbezirke: keine weiteren Unterbezirke

## Nordbezirk
- Name des Bezirks: Nordbezirk (hebräisch מְחוֹז הַצָפוֹן Məchōz haTzafōn).
- Bezirkshauptstadt: Nof HaGalil
- Unterbezirke:
  - Tzefat bzw. Safed
  - Kinneret
  - Jizreʿel
  - Akko
  - Golan; dieser Unterbezirk wurde von Israel 1981 annektiert, wird von der UNO aber nicht als israelisches Staatsgebiet anerkannt.

## Südbezirk
- Name des Bezirks: Südbezirk (hebräisch מְחוֹז הַדָּרוֹם Məchōz haDarōm).
- Bezirkshauptstadt: Beʾer Scheva
- Unterbezirke:
  - Aschkelon
  - Beʾer Scheva

## Bezirk Tel Aviv
- Name des Bezirks: Tel Aviv (hebräisch מְחוֹז תֵּל־אָבִיב Məchōz Tel Avīv).
- Bezirkshauptstadt: Tel Aviv
- Unterbezirke: keine weiteren Unterbezirke

## Zentralbezirk
- Name des Bezirks: Zentralbezirk (hebräisch מְחוֹז הַמֶּרְכָּז Məchōz haMerkaz).
- Bezirkshauptstadt: Ramla
- Unterbezirke:
  - haScharon
  - Petach Tikwa
  - Ramla
  - Rechovot

## Judäa und Samaria
Judäa und Samaria (allgemein als Westjordanland bezeichnet) ist nicht israelisches Staatsgebiet und steht unter Militärverwaltung.

## Tabelle
| Lage | Karte | Bezirk Hebräischer Name                     | Bezirkshauptstadt | Fläche in km² | Einwohner (2009) |
| ---- | ----- | ------------------------------------------- | ----------------- | ------------- | ---------------- |
|      |       | Haifa Mechoz Cheifa                         | Haifa             | 863 km²       | 884.700          |
|      |       | Jerusalem Mechoz Jeruschalajim מחוז ירושלים | Jerusalem         | 652 km²       | 918.300          |
|      |       | Nordbezirk Mechoz haTzafon מחוז הצפון       | Nazaret           | 4.723 km²     | 1.248.900        |
|      |       | Südbezirk Mechoz haDarom                    | Be’er Scheva      | 14.231 km²    | 1.060.100        |
|      |       | Tel Aviv Mechoz Tel-Aviv                    | Tel Aviv-Jaffa    | 171 km²       | 1.233.400        |
|      |       | Zentralbezirk Mechoz haMerkaz               | Ramla             | 1.276 km²     | 1.786.900        |

Zum Vergleich:
| Lage | Karte | Hebräischer Name                   | Hauptstadt | Fläche    | Einwohner, nur Israelis 2009 |
| ---- | ----- | ---------------------------------- | ---------- | --------- | ---------------------------- |
|      |       | Judäa und Samaria Yehuda VeShomron |            | 5.655 km² | 296.400                      |